# 漂砂
漂砂（ひょうさ）は、波、または海に発生する様々な流れによって生じる土砂が移動すること、その現象、もしくは移動する土砂のこと。海岸侵食・堆積に深く関わる。m3/s/mで表すことが多い。

## 漂砂の供給源
- 河川
漂砂の主な供給源は河川である。それゆえ、河川流域および漂砂の移動する沿岸域をまとめて「漂砂系」と呼称する。また、河川工学においては流砂という用語が用いられる。
- 浜や崖の欠潰
- 沖合から
- 隣接海岸から
- 海中の石・岩礁片・漂着固形物など

## 移動
漂砂の移動する沿岸域は、おおよそ水深約20mが限界であり、勾配を考えるとせいぜい沖合1kmまでである。
移動形態から分類すると以下のようになる。
- シートフロー漂砂
底面から層状に移動。波高が大きい波による。
- 浮遊漂砂
- 掃流漂砂

流れの方向で分類すると以下のようになる。
- 岸沖漂砂 - 汀線に直角方向に流れる
- 沿岸漂砂 - 汀線に平行方向に流れる

## 海岸保全
海岸浸食対策の1つとして、漂砂をコントロールすることが挙げられ、防砂堤や導流堤、突堤、ヘッドランド、潜堤などがその対策として使用される。